# Fisioterapia respiratoria
Fisioterapia respiratoria no debe confundirse con la Rehabilitación respiratoria ni Terapia respiratoria, de las cuales difiere.
La fisioterapia respiratoria (FTR) es una especialidad de la fisioterapia dedicada a la prevención, tratamiento y estabilización de las disfunciones o alteraciones respiratorias, cuyo objetivo general es mejorar la ventilación regional pulmonar, el intercambio de gases, la función de los músculos respiratorios, la disnea, la tolerancia al ejercicio y la calidad de vida relacionada con la salud (CVRS). Está constituida por una serie de técnicas y procedimientos especializados de valoración diagnostica funcional del sistema respiratorio y por técnicas de intervención terapéutica de desobstrucción de las vías aéreas, de reeducación respiratoria y de re-adaptación al esfuerzo.

## Características

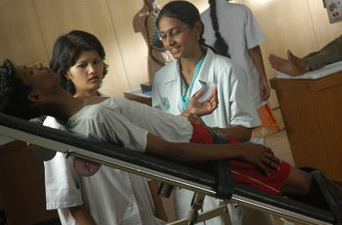
Estudiantes de Fisioterapia de la Universidad de Vels

La fisioterapia respiratoria es un método terapéutico de reducido costo y de demostrada eficacia para el tratamiento de las enfermedades que afectan de forma crónica al sistema respiratorio (EPOC, asma, fibrosis quística, enfermedades neuromusculares), procesos agudos (neumonía, absceso pulmonar) o intervenciones quirúrgicas de gran complejidad (trasplantes pulmonares, cardíacos y hepáticos así como otras intervenciones cardíacas o de tórax).
El fisioterapeuta que decide enfocar su actividad profesional a esta actividad ha de continuar su formación en este campo específico una vez acabada la carrera a modo de especialidad de estudios de postgrado o maestría, con el fin de permitirle efectuar correctamente el abordaje global de pacientes afectados de trastornos del sistema respiratorio.
Incluye además una buena comunicación entre el terapeuta y el paciente para poder coordinar y realizar el método terapéutico utilizado. 
Es importante mencionar que se tiene que tener un ambiente agradable (espacio, luz, corriente de aire etc.) para el paciente, ya que mejora la calidad con la que elabora el ejercicio.

## Valoración diagnóstica en FTR
El fisioterapeuta respiratorio, toda vez emitido el diagnóstico médico y derivado por el especialista, realiza una valoración específica del paciente, propia de su disciplina:
- Anamnesis o interrogatorio: valoración de la disnea, dolor, expectoraciones y sus propiedades reológicas, tos, etc.
- Valoración de la dinámica y de la estática de la caja torácica, visual y manual y del modo y ritmo respiratorio.
- Realiza una exhaustiva auscultación del enfermo y de sus ruidos respiratorios, clave para el diagnóstico funcional.
- Valoración de la musculatura respiratoria.
- Procedimientos especiales de valoración: espirometría simple y forzada, para la determinación de parámetros ventilatorios básicos y el diseño de curvas flujo/volumen y volumen/tiempo imprescindibles para completar la historia clínica del enfermo.
- Si es necesario, se realiza una valoración pulsioximétrica, para valorar el grado de saturación de oxígeno en sangre.
- Test de esfuerzo, o de marcha: informan de la adaptación fisiológica del organismo ante el incremento de la carga muscular externa.
- Pruebas complementarias: gasometría arterial, radiografías, etc.

## Técnicas
En función de esta valoración, el fisioterapeuta respiratorio sobre el diagnóstico médico realiza un diagnóstico de tipo funcional sobre el cual establece unos objetivos terapéuticos y a continuación diseña un plan específico de terapéutica física para el enfermo.
Objetivos:
- Desobstrucción bronquial mediante sencillas técnicas manuales para la eliminación de los excesos de secreciones (bien por ondas de choque, gravedad o por variaciones del flujo aéreo) en las enfermedades respiratorias y neuromusculares.

En patologías como el asma o la enfermedad pulmonar obstructiva crónica (EPOC), es común la presencia de broncoespasmo, una contracción involuntaria de los músculos lisos de los bronquios que dificulta la respiración. La fisioterapia respiratoria puede incluir maniobras específicas para facilitar la broncodilatación, mejorar la ventilación pulmonar y reducir la disnea asociada. Existen recursos que detallan estas técnicas y su aplicación en pacientes con broncoespasmos.
- Plan de kinesioterapia respiratoria, para la prevención y corrección de alteraciones óseas y musculares y la obstrucción bronquial; favorecer la expansión del tejido pulmonar colapsado (atelectasias, o colapso del alvéolo pulmonar); favorecer el modelo de respiración normal. Para todo ello se realizan diversas técnicas manuales o instrumentales sencillas.

- Reeducación al esfuerzo. Una vez que el enfermo interioriza los parámetros ventilatorios normales, y tiene despejada su vía aérea de secreciones nocivas, se le instruye y adiestra en un protocolo de ejercicios terapéuticos específicos para volver a reeducarlo al esfuerzo, esto es, para que pueda realizar las actividades de su vida diaria y otras demandas externas cursando con la menor fatiga y esfuerzo.

## Campo de acción

### Posoperatorio
En el caso de pacientes intervenidos quirúrgica mente de tórax, corazón abdomen o pulmones, el fisioterapeuta realizará un protocolo de fisioterapia respiratoria preoperatoria, con el fin de que el enfermo acuda al quirófano en las mejores condiciones ventilatorias posibles, facilitando así la eficacia de la intervención.
Pocas horas después de ser intervenido, se realiza un protocolo de fisioterapia postoperatoria en la misma Unidad de Cuidados Intensivos para evitar cualquier complicación respiratoria. Posteriormente, el fisioterapeuta respiratorio trabaja en planta con el enfermo para reeducarlo al esfuerzo hasta su alta hospitalaria.

### Enfermedades neuromusculares
En el caso específico de las enfermedades neuromusculares (como en el caso de distrofias, esclerosis múltiple, ELA, parálisis cerebral infantil, párkinson, lesión medular, etc.) se ha de combinar el tratamiento respiratorio con el específico de fisioterapia neurológica, si bien, en las fases finales de este tipo de enfermedades, el tratamiento respiratorio cobra una importancia vital en tanto que supervivencia del enfermo.
Lo mismo habría que decir respecto al tratamiento de cuidados paliativos o de pacientes encamados, que suelen fallecer debido a complicaciones respiratorias propias de una situación prolongada de decúbito e inmunodepresión.

### Otras intervenciones
Protocolos específicos de esta disciplina para el abordaje de enfermedades orofaciales. Entre ellas, como la rehabilitación postquirúrgica de intervenciones de cánceres de cabeza-cuello, intervenciones maxilofaciales o la reeducación de la deglución en enfermos afectados con problemas neuromusculares que, por características de su enfermedad, tienen serios problemas para conducir correctamente el bolo alimenticio al aparato digestivo (fases finales de enfermedad de Parkinson, Alzheimer, esclerosis múltiple, etc.)
La fisioterapia respiratoria, debido a su gran especificidad, es una prescripción médica y debe ser realizada exclusivamente por un fisioterapeuta especializado para garantizar la eficacia del tratamiento.